# Roger Michelot
Roger André Michelot (8. června 1912 Saint-Dizier – 19. března 1993 Toulon) byl francouzský boxer.
Stal se amatérským mistrem Francie. Na Letních olympijských hrách 1932 v Los Angeles ve střední váze vypadl v semifinále s Argentincem Amadem Azarem a k zápasu o třetí místo nenastoupil. Na Letních olympijských hrách 1936 v Berlíně získal zlatou medaili v polotěžké váze. Postupně porazil Børgeho Holma z Dánska, Robeyho Leibbrandta z Jihoafrické unie a Němce Richarda Vogta.
V letech 1942 až 1944 boxoval profesionálně. V roce 1954 hrál menší roli trenéra boxu ve filmu Marcela Carného Pařížský vzduch. Jeho pravnukem je francouzský reprezentant v házené Mathieu Grébille. Michelotovo vítězství na berlínské olympiádě je zmíněno ve filmu Eso es s Jean-Paulem Belmondem.